# Макароны по-пастушьи
Макароны по-пастушьи (Älplermagronen, также Älplermakkaronen, букв. «Макароны альпийского пастуха»), также встречается название Макароны по-альпийски – блюдо из альпийских регионов Швейцарии, состоящее из макарон, картофеля, сливок, сыра и лука. Название состоит из слов «Älpler» (обозначение альпийского пастуха-молочника) и «Magronen» (от итальянского слова maccheroni).

## История
Älplermagronen считается традиционным блюдом Швейцарских Альп и классикой швейцарской комфортной еды. Согласно популярной теории, макароны получили широкое распространение на севере Швейцарии в конце XIX века, когда был построен Готардский туннель, частично итальянскими рабочими, привозившими с собой макароны. В любом случае, макароны со временем стали очень популярны в Швейцарии, особенно среди пастухов, потому что их можно было легко сохранить, и они были очень лёгким, учитывая их пищевую ценность, в то время, как все продукты, кроме молока и сыра, приходилось возить на вершины. «Магронен» готовились с местным картофелем, приправлены сливками, сыром и луком. Это сытное блюдо легко приготовить в котле на открытом огне, и оно особенно сытно после тяжелого рабочего дня в Альпах.
Макароны могли быть популярны в Швейцарии еще задолго до иммиграции итальянских рабочих. Кулинар XV века из  Тичино, Маэстро Мартино, описывает рецепты макарон в книгt Libro de arte coquinaria. Его макароны приправленны маслом, сыром и сладкими специями; среди прочего он рекомендует, чтобы макароны были хорошо проварены. Вскоре после этого, в начале XVI века, Тичино был аннексирован Швейцарским Союзом, это способствовало торговле через Альпы, особенно между Швейцарией и Италией. К 1731 году аббатство Дисентис упоминает в своих архивах машину для изготовления полых макарон. В 1836 году Бернская кулинарная книга включает рецепт «maccaroni» и сыра. Первая макаронная фабрика в Швейцарии открылась в 1838 году в Люцерне, а в 1872 году было засвидетельствовано коммерческое производство макарон в том виде, в котором мы их знаем сегодня.

## Рецепт и варианты
Макароны по-пастушьи обычно готовят из швейцарских макарон, содержащих яйца, желательно толстой формы, например пенне, зити или макароны. Также можно использовать меньшие по размеру Hörnli (фр. cornettes) . Макароны варят вместе с нарезанным кубиками картофелем, добавляя оба ингредиента по порядку, учитывая разницу во времени приготовления. Количество жидкости измеряют таким образом, чтобы она впиталась полностью, когда картофель и макароны станут мягкими. Затем добавляют сливки и крупно натертый сыр и оставляют смесь постоять на несколько минут, пока сыр не расплавится. Затем блюдо посыпают жареным луком и традиционно подают с яблочным пюре или яблочным десертом.
Блюдо имеет региональные различия: в некоторых регионах добавляются полоски ветчины, жареный бекон или сервелат. В кантоне Ури картофель не используют. В кантоне Обвальден блюдо также называют Hindersi-Magronen. Во франкоязычной Швейцарии Macaronis du chalet очень похожее блюдо, но иногда его готовят без картофеля.

## Популярность
«Альплемагронен», простое в приготовлении и сытное блюдо, является популярным выбором скаутов и часто встречается в меню швейцарской армии.
Блюдо часто готовят и подают в горных хижинах или горных ресторанах. Также оно продается в виде готового блюда в супермаркетах.
Похожее блюдо, макароны с сыром, популярное в Северной Америке и Великобритании, возможно, произошло от макарон по-пастушьи.